# Danh sách phim VTV phát sóng năm 2010
Đây là danh sách các bộ phim VTV phát sóng trong năm 2010.
←2009 - 2010 - 2011→

## Tết Nguyên Đán

### VTV1
Những bộ phim này phát sóng trên VTV1 dịp Tết Nguyên Đán Canh Dần.
| Thời gian       | Tên                    | Số tập | NSX             | Đoàn làm phim | Bài hát chủ đề                                                           | Thể loại                     | Ghi chú                                                        |
| --------------- | ---------------------- | ------ | --------------- | --- | ------------------------------------------------------------------------ | ---------------------------- | -------------------------------------------------------------- |
| 5 - 12 tháng 2  | Tết cháy ôsin          | 6      | FPT Media       | Đặng Tất Bình, Trịnh Lê Phong (đạo diễn); Đặng Thiếu Ngân (kịch bản); Vân Dung, Quỳnh Hoa, Công Lý, Trung Hiếu, Kim Xuyến, Diệu Hương, Quách An An, Huệ Đàn, Thanh Thủy, Tuyết Liên, Thanh Hiền, Tùng Anh, Hằng Nga, Hoàng Vi, Thu Hoài, Kim Thúy, Thu Hiền... | Tết cháy ôsin Sáng tác: Cao Thái Sơn                                     | Hài kịch, gia đình           | Phát sóng 20:10 - 21:00 từ ngày 22 đến 29 Tết.                 |
| 13 - 17 tháng 2 | Thời khắc may mắn      | 5      | Đông A Pictures | Trần Lực (đạo diễn); Hoàng Anh (kịch bản); Tiến Đạt, Quế Hằng, Kiều Thanh, Hồng Lê, Vĩnh Xương, Phú Đôn, Đức Khuê... |                                                                          | Hài kịch, lãng mạn, gia đình | Phát sóng 10:00 - 10:50 từ ngày 30 đến mùng 4 Tết.             |
| 17 - 28 tháng 2 | Quý cô tuổi Dần        | 10     | Phước Sang Film | Lê Văn Thảo (đạo diễn); Đoan Ngọc (kịch bản); Minh Trang, Hồng Thy, Minh Thư, Thu Thủy, Lý Hùng, Quang Thắng, Tấn Bo, Duy Phương, Anh Tài, Vũ Long, Mỹ Chi...                                                                                                  | Em vẫn luôn cần anh Sáng tác: Thu Thủy Quý cô tuổi Dần Sáng tác: Anh Tài | Hài kịch, lãng mạn           | Phát sóng 20:00 - 20:50 từ mùng 4 Tết đến ngày 15 tháng Giêng. |
| 18 tháng 2      | Giao thừa đón lộc vàng | 1      | VFC             | Nguyễn Danh Dũng (đạo diễn); Lê Công Hội (kịch bản); Chí Trung, Tiến Đạt, Hồ Liên, Thanh Tú, Thành Trung, Văn Toản, Phùng Khánh Linh, Vân Anh, Chiến Thắng, Hải Anh, Hải Yến...                                                                                |                                                                          | Hài kịch                     | Phát sóng 09:45 - 10:45 mùng 5 Tết.                            |

### VTV3
Những bộ phim này phát sóng trên VTV3 dịp Tết Nguyên Đán Canh Dần.
| Thời gian       | Tên               | Số tập | NSX           | Đoàn làm phim | Bài hát chủ đề                                 | Thể loại                        | Ghi chú                                                                        |
| --------------- | ----------------- | ------ | ------------- | --- | ---------------------------------------------- | ------------------------------- | ------------------------------------------------------------------------------ |
| 13 tháng 2      | Căn bệnh kỳ lạ    | 1      | VFC           | Đỗ Chí Hướng (đạo diễn); Đoàn Trúc Quỳnh (kịch bản); Văn Hiệp, Kim Xuyến, Hồng Quang, Thu Hương, Hồng Chương, Ngọc Anh, Thanh Hoa, Thái Hòa...                                                      |                                                | Hài kịch, gia đình              | Phát sóng 09:30 - 10:45 ngày 30 Tết.                                           |
| 14 tháng 2      | Lẵng hoa Tết      | 1      | VFC           | Đỗ Chí Hướng (đạo diễn); Nguyễn Quang Thiều, Lê Trung Thủy (kịch bản); Hữu Độ, Ngọc Tản, Việt Nga, Lê Hoàng, Thúy Hạnh, Trọng Hùng, Vân Anh, Thah Huyền...                                          |                                                | Gia đình                        | Phát sóng 17:30 - 18:40 mùng 1 Tết.                                            |
| 15 tháng 2      | Ôsin sành điệu    | 1      | VFC           | Đỗ Gia Chung (đạo diễn); Nguyễn Ngân Hà (kịch bản); Thanh Dương, Nguyệt Hằng, Huyền Trang, Mai Chi, Lê Mai...                                                                                       |                                                | Hài kịch, gia đình              | Phát sóng 14:00 - 15:10 mùng 2 Tết.                                            |
| 16 tháng 2      | Xuân Cồ bịt trống | 1      | VFC           | Vũ Minh Trí (đạo diễn); Khuất Quang Thụy (kịch bản); Trung Hiếu, Công Lý, Thanh Tú, Ngọc Dung, Chiến Thắng, Phạm Cường, Thùy Liên, Mạnh Hiệp, Minh Tuấn, Hồng Sơn, Đăng Minh, Tiến Lợi, Thục Anh... | Xuân lứa đôi Trình bày: Hồng Nhung & Tiến Minh | Hài kịch, nông thôn, chính luận | Phát sóng 09:30 - 10:45 mùng 3 Tết.                                            |
| 14 - 18 tháng 2 | Cưới ngay kẻo Tết | 3      | VTV và TVPlus | Phi Tiến Sơn (đạo diễn); Hồng Vân, Thanh Hoàng, Huyền Trâm, Trung Dũng, Cao Dũng, Hiếu Hiền, Angela Phương Trinh, Lê Kiều Như, Mỹ Uyên...                                                           |                                                | Lãng mạn, hài kịch, gia đình    | Tên cũ: Môn đăng hộ đối. Phát sóng 21:00 - 21:50 mùng 1, mùng 4 và mùng 5 Tết. |

## VTV1 - Phim truyện giờ vàng

### Phim thứ Hai - thứ Tư
Những bộ phim này phát sóng từ 20:10 đến 21:00 các ngày từ thứ Hai đến thứ Tư trên VTV1.
| Thời gian                                 | Tên                           | Số tập | NSX                                           | Đoàn làm phim | Bài hát chủ đề                                                      | Thể loại            | Ghi chú |
| ----------------------------------------- | ----------------------------- | ------ | --------------------------------------------- | --- | ------------------------------------------------------------------- | ------------------- | --- |
| 8 tháng 3 - 15 tháng 6                    | Ám ảnh xanh                   | 38     | VFS, Southern Golden Film và Nghiệp Thắng LTD | Châu Huế, Vũ Đình Thân (đạo diễn); Chu Lai, Anh Thúy (kịch bản); Thu Hương, Quốc Anh, Huỳnh Kiến An, Thái Bảo, Tuấn Khang, Thu Hằng, Mẫn Đức Kiên, Thanh Tùng, Lê Tuấn, Lê Hồng Sơn, Hồ Văn Minh, Thành Bỉ, Ngọc Thơ, Hoàng Long, Lân Bích, Minh Đáng, Quách Tĩnh, Quỳnh Như, Thái Nghiêm Tùng... | Tình người như dòng sông Trình bày: Thái Bảo                        | Chính luận          | |
| 16 tháng 6 - 22 tháng 9                   | Cảnh sát hình sự: Cuồng phong | 41     | Lasta Film và VFS                             | Bùi Huy Thuần (đạo diễn); Khương Hồng Minh, Quách Thùy Nhung, Lê Anh Thúy, Tống Phương Dung (kịch bản); Hoàng Dũng, Minh Hòa, Trung Hiếu, Tạ Minh Thảo, Thu Hương, Kiều Thanh, Diệu Hương, Hoa Thúy, Xuân Trường, Tiến Đạt, Minh Thư, Thanh Lâm, Đỗ Kỷ, Vĩnh Xương, Bình Xuyên, Ngọc Trung, Quốc Khánh, Bảo Anh, Phú Thăng, Tạ Am, Hồ Phong, Sỹ Hoài, Quang Liêm, Thu Hương, Hồng Hạnh, Quốc Tuấn, Thanh Hương, Cường Việt, Việt Bắc, Diệp Anh, Thiện Tùng...                                                   | Cuồng phong Trình bày: Văn Tứ Quý                                   | Tội phạm            | Bộ phim Cảnh sát hình sự đầu tiên không phải của VFC. |
| 27 tháng 9 năm 2010 - 21 tháng 1 năm 2011 | Bí thư Tỉnh ủy                | 50     | VFC                                           | Trần Quốc Trọng, Trần Trọng Khôi (đạo diễn); Vân Thảo (kịch bản); Dũng Nhi, Minh Châu, Mai Hoa, Lan Hương "Bông", Đức Trung, Mậu Hòa, Văn Bộ, Kim Phụng, Trần Quốc Trọng, Bình Xuyên, Trịnh Nhật, Hồng Quang, Bạch Diện, Văn Minh, Tiến Bình, Danh Thái, Nguyễn Thị Vân, Bích Thủy, Văn Dương, Hoàng Huy, Thu Bảy, Mạnh Quyền, Khôi Nguyên, Thanh Thủy, Hoàng San, Xuân Kiểm, Hữu Dũng, Văn Duyệt, Đức Hoàn, Thanh Hiền, Kim Tuyến, Văn Triệu, Văn Trọng, Phú Kiên, Văn Anh, Bích Hiền, Diễm Thúy, Mạnh Hùng... | Quê hương ơi Trình bày: Mai Hoa Bí thư Tỉnh ủy Trình bày: Trọng Tấn | Chính luận, tiểu sử | Dựa theo tiểu thuyết cùng tên của tác giả Vân Thảo. Tạm hoãn 1 tập vào ngày 19/1/2011, do trùng với đại nhạc hội Sáng mãi niềm tin yêu Đảng. 4 - 5 tập cuối phát sóng vào các ngày từ 17 - 21/1/2011. |

### Phim thứ Năm - thứ Sáu
Những bộ phim này phát sóng từ 20:10 đến 21:00 thứ Năm và thứ Sáu trên VTV1.
| Thời gian                                 | Tên                                                                                        | Số tập                                                                                     | NSX                                                                                        | Đoàn làm phim | Bài hát chủ đề                                                                             | Thể loại                                                                                   | Ghi chú |
| ----------------------------------------- | ------------------------------------------------------------------------------------------ | ------------------------------------------------------------------------------------------ | ------------------------------------------------------------------------------------------ | --- | ------------------------------------------------------------------------------------------ | ------------------------------------------------------------------------------------------ | --- |
| 13 tháng 5 - 25 tháng 6                   | Món nợ miền Đông                                                                           | 13                                                                                         | VFC                                                                                        | Trần Vịnh (đạo diễn); Nguyễn Trung Hiếu, Trung Trung Đỉnh, Trần Thanh Phong (kịch bản); Tôn Thất Chương, Minh Hòa, Như Nguyệt, Sơn Tây, Hiếu Thành, Thành An, Ngọc Nga, Long Vân, Thu Trang, Trần Lượng... |                                                                                            | Chiến tranh, thời kỳ                                                                       | Ban đầu bao gồm 2 phần (30 tập) nhưng phần 2 không được sản xuất. |
| 1 tháng 7 - 10 tháng 9                    | Phát lại phim Dòng sông định mệnh, lên sóng lần đầu tiên trên kênh HTV9 vào năm 2008-2009. | Phát lại phim Dòng sông định mệnh, lên sóng lần đầu tiên trên kênh HTV9 vào năm 2008-2009. | Phát lại phim Dòng sông định mệnh, lên sóng lần đầu tiên trên kênh HTV9 vào năm 2008-2009. | Phát lại phim Dòng sông định mệnh, lên sóng lần đầu tiên trên kênh HTV9 vào năm 2008-2009. | Phát lại phim Dòng sông định mệnh, lên sóng lần đầu tiên trên kênh HTV9 vào năm 2008-2009. | Phát lại phim Dòng sông định mệnh, lên sóng lần đầu tiên trên kênh HTV9 vào năm 2008-2009. | Phát lại phim Dòng sông định mệnh, lên sóng lần đầu tiên trên kênh HTV9 vào năm 2008-2009.                                                                           |
| 16 tháng 9 năm 2010 - 17 tháng 3 năm 2011 | Nếp nhà                                                                                    | 43                                                                                         | VFC                                                                                        | Vũ Trường Khoa (đạo diễn); Trần Thùy Linh, Nguyễn Mạnh Cường, Hà Thủy Nguyên (kịch bản); Lan Hương "Bông", Đỗ Kỷ, Ngọc Lan, Hữu Độ, Minh Châu, Trung Anh, Minh Hiếu, Hoàng Lan, Lê Mai, Thanh Sơn, Hà Anh, Hoài Anh, Mai Ngọc Căn, Đắc Cường, Minh Nguyệt HP, Thúy An, Phú Thăng, Ngọc Hà, Vy Hương, Minh Nguyệt, Trung Kon, Hồng Nhung, Tùng Anh, Dương Đức Quang, Ngọc Tản, Mý Thủy, Danh Thái, Thùy Liên, Quốc Hùng, Đức Lâm, Minh Lý, Quang Lâm, Uy Linh, Đăng Văn, Ngọc Long, Mạnh Linh... Cameo: Nguyễn Vinh Phúc, Đào Anh Khánh, Hoàng Kỷ, Bạch Vân... | Yêu thương trở lại Trình bày: Tấn Mình Tiền lá Sáng tác: Thùy Chi                          | Gia đình                                                                                   | Sản xuất để chào mừng kỷ niệm 1000 năm Thăng Long - Hà Nội. Tạm hoãn nhiều tập do Tết 2011 và các sự kiện đặc biệt khác. Tập 32 - 40 phát sóng từ thứ Hai - thứ Sáu. |

## VTV3 - Phim truyện giờ vàng

### Phim thứ Hai - thứ Tư
Những bộ phim này phát sóng từ 21:10 đến 22:00 các ngày từ thứ Hai đến thứ Tư trên VTV3.
| Thời gian                                 | Tên                               | Số tập | NSX                                 | Đoàn làm phim | Bài hát chủ đề                                                                                                   | Thể loại                              | Ghi chú |
| ----------------------------------------- | --------------------------------- | ------ | ----------------------------------- | --- | --- | ------------------------------------- | --- |
| 2 tháng 3 - 1 tháng 6                     | Những thiên thần áo trắng         | 40     | BHD                                 | Lê Hoàng (đạo diễn & kịch bản); Miu Lê, Thanh Hải, Đỗ Tùng Lâm, Nam Cường, Nhã Phương, Mai Phương, Midu, Lan Phương, NSƯT Mỹ Duyên, Phi Thanh Vân, Dương Hoàng Anh, Trương Minh Cường, Thanh Hoàng, Chi Na, Kim Va, Minh Hằng, Lệ Chi... | Thiên thần áo trắng Bạn ơi hãy nhớ Và ta yêu Trình bày: Minh Thư                                                 | Lãng mạn, trường học, tuổi thành niên | |
| 2 - 28 tháng 6                            | Cảnh sát hình sự: Mặt nạ hoàn hảo | 11     | VFC                                 | Nguyễn Tiến Dũng (đạo diễn); Trần Thục Uyên, Nguyễn Trung Dũng (kịch bản); Hồng Đăng, Bảo Anh, Tiến Ngọc, Huệ Đàn, Viết Liên, Vũ Phan Anh, Đức Thuận, Trung Hiếu, Chu Hùng, Duy Thanh, Trần Đức, Minh Hằng, Đào Trúc Mai, Thanh Hương, Huyền Baby, Nhung Kate, Minh Gái, Kim Loan, Mai Chi, Thu Trang, Huyền Thanh, Anh Dũng, Hồng Gấm, Tạ Vũ Thu, Hồng Nguyên, Chí Thanh, Hoàng Huy, Thúy Hà, Minh Phương, Thanh Huyền... | Đến nơi bình yên Trình bày: Lưu Hương Giang                                                                      | Tội phạm, kinh dị                     | |
| 29 tháng 6 - 15 tháng 9                   | Vệt nắng cuối trời                | 38     | Lasta Film                          | Trần Hoài Sơn (đạo diễn); Hà Thu Hà, Đinh Thị Thủy, Nguyễn Thị Thanh Thủy (kịch bản); Tuấn Quang, Nguyệt Hằng, Lan Hương "Bông", Anh Dũng, Trung Hiếu, Minh Hương, Hoàng Hải, Đỗ Quỳnh Hoa, Trần Hạnh, Hoàng Huy, Thu Hà, Kiều Thanh, Mạnh Quân, Xuân Thịnh, Tạ Am, Nguyễn Thị Hạnh, Trần Đức, Phú Thăng, Diễm Lộc, Phương Hạnh, Ngọc Tản, Huyền Thanh, Đức Thuận, Uy Linh, Anh Tuấn...                                    | Vệt nắng cuối trời Trình bày: Tiến Minh                                                                          | Lãng mạn                              | Tập 30 - 38 phát sóng từ thứ Hai - thứ Sáu.                                                                  |
| 16 tháng 9 - 13 tháng 12                  | Phía cuối cầu vồng                | 43     | VTV và Trần Gia Studio              | Mai Hồng Phong (đạo diễn); Hoàng Nhung, Ngô Phương Hạnh (kịch bản); Dương Hoàng Anh, Nam vương Tiến Đoàn, Bích Huyền, Lục Diệp, Người đẹp Thân thiện Dương Thùy Linh, Hồ Liên, Trang Dung, Minh Hà, Hữu Phương, Cường Irac, Tạ Minh Thảo, Hà Văn Trọng, Hồng Hải, Diệp Bích, Văn Huy, Thanh Vân Hugo... | Phía cuối cầu vồng Sáng tác: Dương Hoàng Yến Mình mãi bên nhau Sáng tác: Mỹ Dung Ngày hôm qua Sáng tác: Hoài Nam | Lãng mạn, doanh nghiệp                | Dựa theo câu chuyện "Công ty" của tác giả Phan Hồn Nhiên. 12 tập đầu phát sóng từ thứ Hai - thứ Sáu.         |
| 14 tháng 12 năm 2010 - 7 tháng 3 năm 2011 | Cuộc gọi lúc 0 giờ                | 35     | Khang Việt Film và Thăng Long Media | Nguyễn Danh Dũng (đạo diễn); Vũ Thị Thanh Hương, Trần Thị Thục Uyên (kịch bản); Đinh Thơ, Diễm My, Minh Tiệp, Ngọc Lan, Châu Thế Tâm, Lê Bê La, Tấn Bo, Kiều Linh, Đình Hiếu, Cát Tường, Công Ninh... | Tình yêu là thế & Tình ông Sáng tác: Vũ Quốc Việt                                                                | Bí ẩn, kinh doanh                     | Hoãn 1 tập vào ngày 2/2/2011 do trùng với thời điểm hoà sóng VTV trong dịp Tết Nguyên Đán Xuân Tân Mão 2011. |

### Phim thứ Năm - thứ Sáu/thứ Bảy
Từ ngày 28 tháng 8, khung giờ của bộ phim tối thứ 7 được thay thế bằng chương trình Thư giãn cuối tuần.
Những bộ phim này phát sóng từ 21:10 đến 22:00 các ngày từ thứ Năm đến thứ Bảy (trước ngày 21 tháng 8), thứ Năm và thứ Sáu (từ ngày 26 tháng 8) trên VTV3.
| Thời gian                                 | Tên              | Số tập | NSX                     | Đoàn làm phim | Bài hát chủ đề | Thể loại                             | Ghi chú |
| ----------------------------------------- | ---------------- | ------ | ----------------------- | --- | --- | ------------------------------------ | --- |
| 8 tháng 1 - 25 tháng 6                    | Bí mật Eva       | 70     | Galaxy Studio           | Đỗ Minh Tuấn (đạo diễn); Ngô Phương Hạnh (kịch bản); Thúy Hằng, Thúy Hà, Bùi Hạnh, Nguyệt Hằng, Bá Anh, Trịnh Mai Nguyên, Vũ Phan Anh, Ngọc Lan, Thu Hà, Phùng Huy Thịnh, Tùng Linh, Phương Thảo, Mỹ Anh, Anh Quân, Linh Nga, Ngọc Hà, Bảo Nam, Trang Nhung, Diệu Yến, Hằng Vy, Anh Đức, Quốc Hùng, Thùy Dung, Thanh Dương, Doãn Tuấn, Quốc Thắng, Thu Hường, Thúy Liên, Diệp Bích... | Bí mật Eva Sáng tác: Nguyễn Ngọc Anh                                                                                    | Slice of life, lãng mạn              | Hoãn 1 tập vào ngày 13/2/2010 do trùng thời điểm hoà sóng VTV trong dịp Tết Nguyên Đán xuân Canh Dần 2010                                           |
| 26 tháng 6 - 2 tháng 9                    | Chít và Pi       | 26     | FPT Media và Vimax Film | Ngô Quang Hải (director-in-chief); Nguyễn Hoàng Điệp (đạo diễn); Quốc Đạt, Phương Thảo, Việt Trung (kịch bản); Phan Đăng Di (biên tập); Vũ Ngọc Phượng (casting); Hạ Hồng Vân, Phạm Thanh Hòa, Tăng Nhật Tuệ, Huỳnh Minh Thủy, Bùi Hương Giang, Kiên Hoàng, Bùi Thùy Linh, Nguyễn Quang Minh, Đăng Nguyên, Quách Thu Phương, Vũ Phan Anh, Hoàng Việt Nga, Văn Toản, Lưu Đê Ly, Diệu Thuần, Thu An, Doãn Tuấn, Vân Anh, Hồng Nhung, Đắc Cường, Phạm Bảo Long, Tạ Hải Bảo Vương, Trương Kim Ngân... | Ánh sáng và bầu trời Bản rock: Tóc Tiên Bản hip-hop: Tăng Nhật Tuệ & Double D Như bình minh bắt đầu Trình bày: Thùy Chi | Tuổi thành niên, học đường, lãng mạn | Phỏng theo nhật ký "Đậu đỏ và các bạn". Sản xuất năm 2008. Hoãn 2 tập vào các ngày 31 tháng 7 và 21 tháng 8. Phát sóng thứ Năm - thứ Sáu từ tập 24. |
| 7 tháng 10 năm 2010 - 10 tháng 2 năm 2011 | Cho một tình yêu | 37     | BHD                     | Nguyễn Tranh, Lê Hóa (đạo diễn); Phạm Nhị Trần (kịch bản); Mỹ Tâm, Tuấn Hưng, Quang Dũng, Hiếu Hiền, Thanh Nguyệt, Nguyễn Văn Phúc, Minh Thuận, Leon Quang Lê, Tiến Đạt, Minh Khuê, Minh Tú, Lê Phương, Đoàn Minh Tuấn, Lê Hoàng, Hồ Thái Huy, Văn Tùng, Phương Giao, Yến Nhi, Trần Anh Dũng, Hồng Ngọc, Hoài Thương, Thanh Bình, Huỳnh Văn Đua, Đỗ Hương, Phong Việt... | Cho một tình yêu Không yêu! Không yêu! Trình bày: Mỹ Tâm                                                                | Lãng mạn, âm nhạc, hài kịch          | |

## VTV3 - Rubic 8
Những bộ phim này phát sóng từ 14:30 đến 15:15 thứ Bảy và Chủ Nhật trên kênh VTV3.
| Thời gian                                | Tên                            | Số tập | NSX                  | Đoàn làm phim | Bài hát chủ đề                                                                                    | Thể loại                       | Ghi chú                                                                                     |
| ---------------------------------------- | ------------------------------ | ------ | -------------------- | --- | ------------------------------------------------------------------------------------------------- | ------------------------------ | ------------------------------------------------------------------------------------------- |
| 16 tháng 1 - 28 tháng 3                  | Bà nội không ăn Pizza          | 22     | VFC và Galaxy Studio | Nguyễn Khải Anh, Bùi Tiến Huy (đạo diễn); Nguyễn Mỹ Trang, Đoàn Mai Hoa, Hà Anh Thu, Ngô Phương Hạnh, Trịnh Đan Phượng, Trần Thị Thu (kịch bản); Danh Tùng, Nhung Kate, Thanh Tú, Lê Mai, Anh Thơ, Trang Pháp, Diễm Hằng, Tiến Ngọc, Huệ Đàn, Hải Yến, Trí Tuệ, Trần Hạnh, Thùy Liên, Mai Ngọc Căn, Khánh Toàn, Hồng Quang, Thanh Tùng, Mạnh Hùng...                                 | Sống đẹp Trình bày: Khắc Hiếu Điều em muốn nói Trình bày: Huỳnh Minh Thuỷ                         | Hài hước, lãng mạn, chính kịch |                                                                                             |
| 3 tháng 4 - 11 tháng 7                   | Blog nàng dâu                  | 30     | VFC                  | Mai Hồng Phong (đạo diễn); Nguyễn Mạnh Cường, Hà Thuỷ Nguyên (kịch bản); Lã Thanh Huyền, Tuấn Tú, Như Quỳnh, Hải Anh, Trần Thụ, Diễm Hằng, Đỗ Quỳnh Hoa, Thanh Hoa, Tạ Am, Trọng Bình, Hồng Đức, Huyền Thanh, Hùng Nhãn, Lê Mỹ, Trần Lực, Huy Cường, Việt Thường, Việt Bình, Thanh Hiền, Thanh Loan, Blach Lộc, Quang Minh, Xuân Bình, Xuân Đại, Hương Giang, Uy Linh, Băng Tình...  | Giấc mơ hạnh phúc Trình bày: Lã Thanh Huyền Không thể cách xa Trình bày: Lã Thanh Huyền & Tuấn Tú | Gia đình, chính kịch, lãng mạn |                                                                                             |
| 17 - 18 tháng 7                          | Nhật ký viết đến ngày 8/3      | 2      | VFC                  | Phạm Gia Phương (đạo diễn); Phạm Thanh Phong (kịch bản); Trọng Khôi, Minh Phương, Nhung Kate, Thiện Tùng, Khánh Huyền, Đào Hoàng Yến, Văn Hảo, Lệ Mỹ, Trần Đại Mý... |                                                                                                   | Chính kịch, gia đình           |                                                                                             |
| 24 - 25 tháng 7                          | Tươi tắn                       | 2      | TPD Center           | Bùi Thạc Chuyên (đạo diễn); Bùi Kim Quy (kịch bản); Tú Oanh, Thanh Bình, Hoàng Khánh, Song Biên, Vũ Anh Duy... |                                                                                                   | Hài kịch                       |                                                                                             |
| 31 tháng 7 - 8 tháng 8                   | Người tình bí ẩn               | 4      | Galaxy Studio        | Trần Toàn (đạo diễn); Ngọc Thuận, Anh Đào, Kim Phương, Phùng Ngọc Huy, Hồng Thy, Trịnh Phương Đài, Hồng Tơ, Bảo Minh... | Mong muốn đã muộn màng Trình bày: Uyên Trang                                                      | Chính kịch                     | Dựa trên câu chuyện có thật từ bài viết 'Truy lùng người tình bí ẩn' của tác giả Minh Khánh |
| 14 - 29 tháng 8                          | Nốt nhạc con gái               | 6      | VFC và Galaxy Studio | Bùi Quốc Việt (đạo diễn); Anh Dũng (kịch bản); Bảo Thanh, Thúy Hà, Nguyễn Hồng Nhung, Bảo Anh, Dương Ngọc Hân, Nguyễn Thanh Tùng... | Nốt nhạc con gái Nhạc: Tăng Nhật Tuệ                                                              | Chính kịch, âm nhạc            |                                                                                             |
| 4 - 12 tháng 9                           | Bảo mẫu bất đắc dĩ             | 4      | Galaxy Studio        | Trần Trung Dũng (đạo diễn); Trần Hoàng Thái Ly, Trần Thị Thu (kịch bản); Lưu Đê Ly, Thanh Hương, Nguyễn Hoàng Nam, Thùy Dương... |                                                                                                   | Hài kịch, lãng mãn             |                                                                                             |
| 18 tháng 9 năm 2010 - 2 tháng 1 năm 2011 | A2Z: Dịch vụ gỡ rối từ A đến Z | 32     | VFC và Galaxy Studio | Trần Chí Thành, Nguyễn Anh Tuấn (đạo diễn); Trần Anh Hoa Team (kịch bản); Nguyễn Thu Thủy, Văn Anh, Ngô Hồng Thái, Đồng Thanh Bình, Như Quỳnh, Phát Triệu, Thuỷ Ngân, Ngọc Quỳnh, Kim Xuyến, Nguyễn Hồng Loan, Vũ Thị Chanh, Trần Đức, Hoài Nam, Ngọc Minh, Minh Hoàng, Hải Điệp, Thanh Hiền, Ngọc Duy, Tuấn Dương, An Ninh, Thế Bình, Phú Thăng, Thiên Kiều, Thiện Tùng, Văn Học... | Dịch vụ gỡ rối từ A đến Z Trình bày: Thanh Thủy, Anh Tú, Lam Trang                                | Hài kịch, chính kịch           |                                                                                             |